# M110 (galaxie)
Pour les articles homonymes, voir M110.
M110, aussi désignée NGC 205, est une galaxie elliptique naine de type dE6 appartenant au Groupe local.

## Caractéristiques
Satellite de la galaxie d'Andromède, elle est située à environ 2,7 millions d'années-lumière (830 kpc) du Soleil dans la constellation d'Andromède. Elle ne contient a priori pas de trou noir supermassif, la limite supérieure à la masse d'un éventuel objet compact en son centre ayant été estimée à 38 000 masses solaires avec un intervalle de confiance de 3σ, la relation M-sigma donnant quant à elle une limite d'au plus un million de masses solaires.
Le milieu interstellaire de M110 renferme des quantités non négligeables de gaz moléculaire et ionisé ainsi que de poussières, ce qui est inhabituel pour ce type de galaxie. Il possède de surcroît un moment angulaire net non nul, contrairement aux étoiles qui constituent cette galaxie, ce qui signifie que les étoiles de M110 suivent des trajectoires orientées aléatoirement alors que l'ensemble des composantes du milieu interstellaire est animé d'un mouvement de rotation d'ensemble.
Plusieurs amas globulaires ont été détectés en son sein, qui sont tous constitués d'étoiles âgées de faible métallicité, à l'exception d'un seul, situé près du cœur de la galaxie, qui contient des étoiles bleues sensiblement plus jeunes et riches en éléments lourds.

Autre image de M110 par le télescope spatial Hubble.
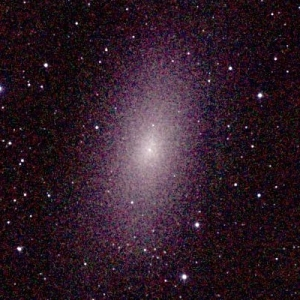
M110 en infrarouge par le satellite 2MASS[12].